# 洪炎
洪炎（1067年—1133年），一名琰，字玉父，江南東路建昌（今屬江西永修）人，祖籍潤州丹陽（今江蘇）。江西诗派诗人。

## 生平
父洪民师进士出身，曾任石州（今山西离石县）司户参军，其母乃黄庭坚之妹。英宗治平四年（1067）生於書香門第，父母皆早亡，幼時由祖母文成县君李氏啟蒙，與兄洪朋、洪芻，弟洪羽等人並稱“豫章四洪”。宋哲宗绍圣元年（1094），毕渐榜進士，授谷城县令，坐元祐曲学罢去，复知潁上（今安徽省颍上县）、譙縣（今安徽省亳县），累迁郢州太守、拜著作郎。靖康元年（1126），金人南下，“南州一炬火”，逃难到龙潭（今江苏省句容县西北），辗转流漓至江南西路，绍兴二年十月，授官秘书少监，绍兴三年正月，官中书舍人。晚年以徽猷阁待制提举台州崇道观，宋高宗绍兴三年卒。

## 評價
洪炎詩歌瀟灑落拓，《宋百家詩存·西渡詩集提要》說：“其詩瀟灑落拓，絕無羈愁淒苦之況。”

## 著作
著有《尘外记》、《西渡集》。